# Guijo de Granadilla (kommunhuvudort)
Guijo de Granadilla är en kommunhuvudort i Spanien.   Den ligger i provinsen Provincia de Cáceres och regionen Extremadura, i den centrala delen av landet, 210 km väster om huvudstaden Madrid. Guijo de Granadilla ligger 392 meter över havet och antalet invånare är 674.
Terrängen runt Guijo de Granadilla är platt. Runt Guijo de Granadilla är det glesbefolkat, med 8 invånare per kvadratkilometer. Närmaste större samhälle är Plasencia, 19,1 km söder om Guijo de Granadilla. Trakten runt Guijo de Granadilla består till största delen av jordbruksmark.